# Clas Eriksson Fleming
Pour les articles homonymes, voir Fleming.

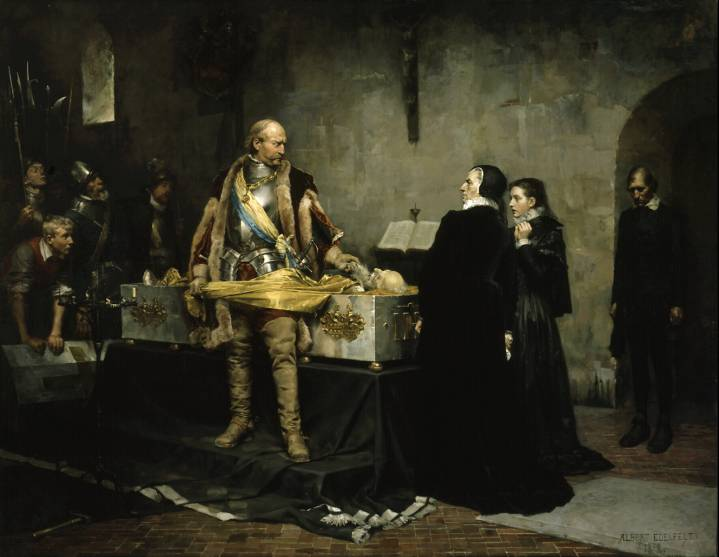
Le duc Charles insultant le corps de Klas Fleming, par le peintre finlandais Albert Edelfelt (1878).

Clas Eriksson Fleming (né vers 1535 à Pargas - mort le 13 avril 1597 à Pohja) est un noble suédois.

## Biographie
Fils d'Erik Joakimsson Fleming (sv), Clas Fleming naît et grandit en Finlande. 
Sous le règne de Jean III, il est nommé amiral en 1570 et commande les forces de Finlande et d'Estonie dans la guerre russo-suédoise de 1590-1595. À la mort du roi, en 1592, il fait partie des partisans de son fils et héritier Sigismond contre les ambitions de son frère, le duc Charles, nommé régent en l'absence de Sigismond.
Après la signature du traité de Teusina avec la Russie en mai 1595, les paysans d'Ostrobotnie se révoltent contre l'autorité de Clas Fleming, qu'ils jugent tyrannique : c'est le début de la « guerre des gourdins » (Klubbekriget). Fleming écrase les rebelles à Nokia en décembre 1596, puis à Ilmola en février 1597. Alors qu'il se prépare à conduire ses troupes en Suède pour affronter Charles, il meurt subitement.
D'après la légende, après la reddition du château de Turku, le duc Charles aurait déclaré, en trouvant le corps de Clas Fleming dans son cercueil : « Si tu étais encore en vie, ta tête serait en plus grand danger. » Sa veuve Ebba Stenbock aurait rétorqué : « Si mon bienheureux seigneur était encore en vie, Votre Grâce ne serait jamais entrée ici. »